# Ołeksa Zakłynski
Ołeksa Zakłynski (ukr. Олексій Заклинський - Ołeksij Zakłynśkyj; ur. 27 marca 1819 w Jezierzanach, zm. 26 marca 1891 w Bohorodczanach Starych) – ksiądz greckokatolicki, staroruski polityk i działacz społeczny, poseł do galicyjskiego Sejmu Krajowego i austriackiej Rady Państwa

## Życiorys
Uczył się w gimnazjach w Stanisławowie i Czerniowcach, gdzie uzyskał maturę (1838). Następnie studiował prawo na uniwersytecie w Wiedniu (1838–1842). Naukę przerwał z powodu długotrwałej choroby. Następnie uczył się i ukończył gr.-kat. Seminarium Duchowne we Lwowie (1848). Po wybuchu Wiosny Ludów zaangażował się politycznie. Został członkiem Głównej Rady Ruskiej i delegatem Rady na Zjazd Słowiański w Pradze, gdzie był  sekretarzem sekcji ukraińskiej. Potem wspomagał działalność posłów ruskich w parlamencie austriackim (Reichstagu). 
W 1853 otrzymał święcenia kapłańskie. Następnie był wikariuszem w Czerniowcach (1853-1860), administratorem parafii w Horodence (1861) i Kozłowie w powiecie brzeżańskim (1862). Od 1863 administrował a w latach 1865-1891 był proboszczem parafii gr.-kat. w Bohorodczanach Starych. Członek Towarzystwa im. Mychajła Kaczkowskiego. 
Był posłem do Sejmu Krajowego Galicji III kadencji (20 sierpnia 1870 - 26 kwietnia 1876), wybranym w kurii IV (gmin wiejskich) w okręgu wyborczym nr 29 (Bohorodczany-Sołotwina). Był także posłem do austriackiej Rady Państwa V kadencji (4 listopada 1873 - 22 maja 1879), wybranym w kurii IV (gmin wiejskich) w okręgu wyborczym nr 22 (Stanisławów-Halicz-Bohorodczany-Sołotwina-Tłumacz-Tyśmienica-Nadwórna-Delatyn). W parlamencie był członkiem Klubu Ruskiego (Ruthenenklub).
Pozostawił po sobie wspomnienia pt. Записки пароха Старих Богородчан (trl. Zapiski paroha Starih Bogorodčan), wydane przez jego prawnuczkę Ołenę Gerdan-Zakłynską w Toronto w 1960 roku.

## Rodzina
Urodził się w rodzinie greckokatolickiego duchownego, syn Onufrija Zakłynskiego, proboszcza w Jezierzanach w powiecie tłumackim

## Literatura
- Заклинський Олексій (1819-1894), Енциклопедія українознавства, Lwów 1993, t. 2, s. 727
- Г. П. Герасимова, І. П. Чорновол. Заклинський Олексій Онуфрійович, Енциклопедія історії України, редкол.: В. А. Смолій (голова) та ін., К., 2005. Т. 3 : Е-Й, С. 207-672, ISBN 966-00-0610-1. Online - wersja elektroniczna